# 高見澤郁魅
高見澤 郁魅（たかみざわ いくみ、2006年1月18日 - ）は、埼玉県南埼玉郡宮代町出身のプロ野球選手（内野手・育成選手）。右投左打。横浜DeNAベイスターズ所属。父は元プロ野球選手の高見澤考史。

## 経歴

### プロ入り前
中学時代までは父が運営する野球教室で指導を受けていた。その後、父の同僚の紹介で敦賀気比高等学校の寮を見学。そこで監督やコーチの指導を見たことがきっかけで「ここで野球をしたい」と熱望するようになり、親元を離れて同校へ進学した。
進学後は1年秋からベンチ入りして三塁手のレギュラーを務め、2年春の第94回選抜高等学校野球大会に出場したが、広陵との初戦で無安打に終わり、チームも完封負けを喫した。同年夏の第104回全国高等学校野球選手権大会にも出場し、高岡商業との初戦で2安打2打点を記録して勝利に貢献。この大会ではベスト16に進出した。3年春の第95回記念選抜高等学校野球大会では、大阪桐蔭との初戦で相手エースの前田悠伍から2安打を記録したが、チームは敗れた。同年夏は福井大会準々決勝で福井商業に7回コールド負けを喫した。高校通算26本塁打。2学年上に前川誠太がいた。
2023年10月26日に開催されたドラフト会議にて、横浜DeNAベイスターズから育成1位指名を受けた。11月14日に支度金300万円、年俸340万円で仮契約した（金額は推定）。背番号は名前の「いくみ」と「一休さん」にちなんだ193。担当スカウトは中川大志。

### DeNA時代
2024年6月4日、埼玉西武ライオンズとのイースタン・リーグ公式戦で、水上由伸から二軍での初本塁打を打った。最終的な成績は打率.255、1本塁打、14打点というものであった。

## 詳細情報

### 背番号
- 193（2024年[10] - ）